# Súng ngắn Yarygin
Súng ngắn Yarygin (tiếng Nga: Пистолет Ярыгина, viết tắt là ПЯ) mã GRAU là 6P35 (6П35), phương Tây thường gọi là MP-443 "GRACH" là loại súng ngắn bán tự động được phát triển bởi Vladimir Yarygin tại nhà máy cơ khí Izhevsk khi Quân đội Nga mở một cuộc thử nghiệm năm 1993 cho việc tìm một loại súng ngắn mới theo yêu cầu để đưa vào trang bị. Loại súng mới phải có cơ chế hoạt động kép, hộp đạn lớn, cấu tạo bằng thép và có thể sử dụng các loại đạn khác nhau như 9×18mm, 9×19mm và 7.62×25mm. Sau này yêu cầu có thể sử dụng nhiều loại đạn được lược bỏ nhưng thay vào bằng yêu cầu phải sử dụng được loại đạn mới mà Quân đội Nga vừa phát triển là 9x19 mm 7N21 vốn tạo ra áp lực cao hơn các loại đạn 9x19mm tiêu chuẩn nhiều vì đó là đạn xuyên giáp. Có nhiều thiết kế khác nhau đã tham gia cuộc thử nghiệm này và Yarygin đã giành chiến thắng và được thông qua để trang bị cho cả lực lượng quân sự và thi hành công vụ.

## Thiết kế
Yarygin sử dụng cơ chế lên đạn bằng sức giật, lùi nòng ngắn cùng khóa sau nòng. Một móc duy nhất khớp với rãnh phía dưới nòng súng sẽ làm cho nòng súng xoay mở và khóa nó với khối trượt khi chuyển động. Khung và khối trượt của súng làm bằng thép cacbon còn nòng làm bằng thép không gỉ. Nó có khả năng bắn với cơ chế hoạt động kép, nút khóa an toàn nằm ở cả hai bên thân súng nó sẽ khóa cố định búa điểm hỏa ngay cả khi đang ở trong chế độ lên cò. Một cơ chế khóa an toàn tự động khác cũng được thêm vào, nó sẽ khóa không cho kim điểm hỏa hoạt động khi mà cò súng không chuyển động.
Hệ thống nhắm cơ bản của súng là điểm ruồi có chấm dạ quang để dễ sử dụng hơn khi sử dụng trong môi trường thiếu ánh sáng. Ốp lót bọc ngoài tay cầm cò súng làm bằng nhựa tổng hợp và tay cầm có vòng để móc dây đeo. Hộp đạn của súng có hai rãnh chứa được 17-18 viên. Nút để nhả hộp đạn có thể được đặc ở cả hai bên tùy sở thích của xạ thủ vì nó có thể tháo lắp một cách dễ dàng.

## Độ tin cậy
Trong quá trình thử nghiệm quân sự, MP-443 Yarygin đã vượt quá mong đợi nhưng việc sản xuất hàng loạt đã biến khẩu súng lục tiềm năng trở thành một trong những bổ sung gây tranh cãi nhất cho quân đội. Nó là sự thay thế rất được chờ đợi cho những khẩu súng lục Makarov và Stechkin đã lỗi thời và kém uy lực hơn, có nòng chỉ với những viên đạn 9x18 milimet. Vấn đề quan trọng nhất là độ tin cậy của nó, vì có rất nhiều trục trặc khi bắn. Đây là nhược điểm cơ bản cần được các nhà sản xuất khắc phục, nhưng họ đã không làm được điều đó. Bên cạnh đó, khả năng tiếp đạn được đảm bảo của mỗi khẩu MP-443 chỉ là 10.000 viên. Trong khi đó, Glock 17 của Áo có khả năng bắn 50.000 viên và tiếp tục hoạt động ngay cả sau 100.000 viên.
Chất lượng súng ngắn ở Nga là một vấn đề trong nhiều thập kỷ vì họ vẫn sử dụng những loại súng ngắn được thiết kế từ hơn 70 năm trước. Một giảng viên đặc nhiệm FSB Nga cho biết một khẩu súng ngắn Makarov hoặc Yarygin tiêu chuẩn có giá khoảng 300 USD và có thể bắn 4.500 viên đạn cho đến khi một số bộ phận của nó bị hỏng trong khi đó một khẩu Glock 17 sẽ có giá khoảng 2.000 USD (cao hơn gấp 4 lần so với Mỹ và ở châu Âu do mức thuế để mang Glock 17 đến Nga) và có thể bắn tới 30.000 viên mà vẫn đảm bảo tin cậy. Khoảng cách giữa những khẩu súng lục này là rất lớn.